# Hemithraupis
A Hemithraupis a madarak osztályának verébalakúak (Passeriformes) rendjébe és a tangarafélék (Thraupidae) családjába tartozó nem.

## Rendszerezésük
A nemet Hans von Berlepsch írta le 1912-ben, jelenleg az alábbi 3 faj tartozik ide:
- Hemithraupis flavicollis
- guira tangara (Hemithraupis guira)
- Hemithraupis ruficapilla

## Előfordulásuk
Dél-Amerika területén honosak. A természetes élőhelyük szubtrópusi és trópusi erdők, szavannák és emberi környezet.

## Megjelenésük
Testhosszuk 13 centiméter körüli.

## Életmódja
Főleg ízeltlábúakkal táplálkoznak, de fogyasztanak gyümölcsöket is

## További információ
- Képek az interneten a nembe tartozó fajokról